# Rachael Ancheril
Rachael Ancheril (* Toronto, Kanada) je kanadská herečka.
Ve filmu debutovala v roce 2005 ve snímku Tough Love, v televizi se uvedla v roce 2009. Tehdy se představila v seriálu Team Epic, v letech 2013–2015 působila v seriálu Rookie Blue. Objevila se v americkém seriálu Hrdinové: Znovuzrození (2015), následně hrála v seriálech Nebezpečné umění (2016), Wynonna Earp (2016–2017), Mary Kills People (2019), Killjoys: Vesmírní lovci (2019), Star Trek: Discovery (2019–2022) a Vteřiny života (2021).